# Condado de Lafayette (Missouri)
O Condado de Lafayette é um dos 114 condados do estado americano de Missouri. A sede do condado é Lexington, e sua maior cidade é Lexington. O condado possui uma área de 1 655 km² (dos quais 25 km² estão cobertos por água), uma população de 32 960 habitantes, e uma densidade populacional de 20 hab/km² (segundo o censo nacional de 2000). O condado foi fundado em 1820. O nome original do condado era Lillard, sendo que o condado adquiriu seu nome atual em 1825.